# Hyphoderma incrustatum
Hyphoderma incrustatum är en svampart som beskrevs av K.H. Larss. 1998. Hyphoderma incrustatum ingår i släktet Hyphoderma och familjen Meruliaceae.  Arten är reproducerande i Sverige. Inga underarter finns listade i Catalogue of Life.

## Bildgalleri

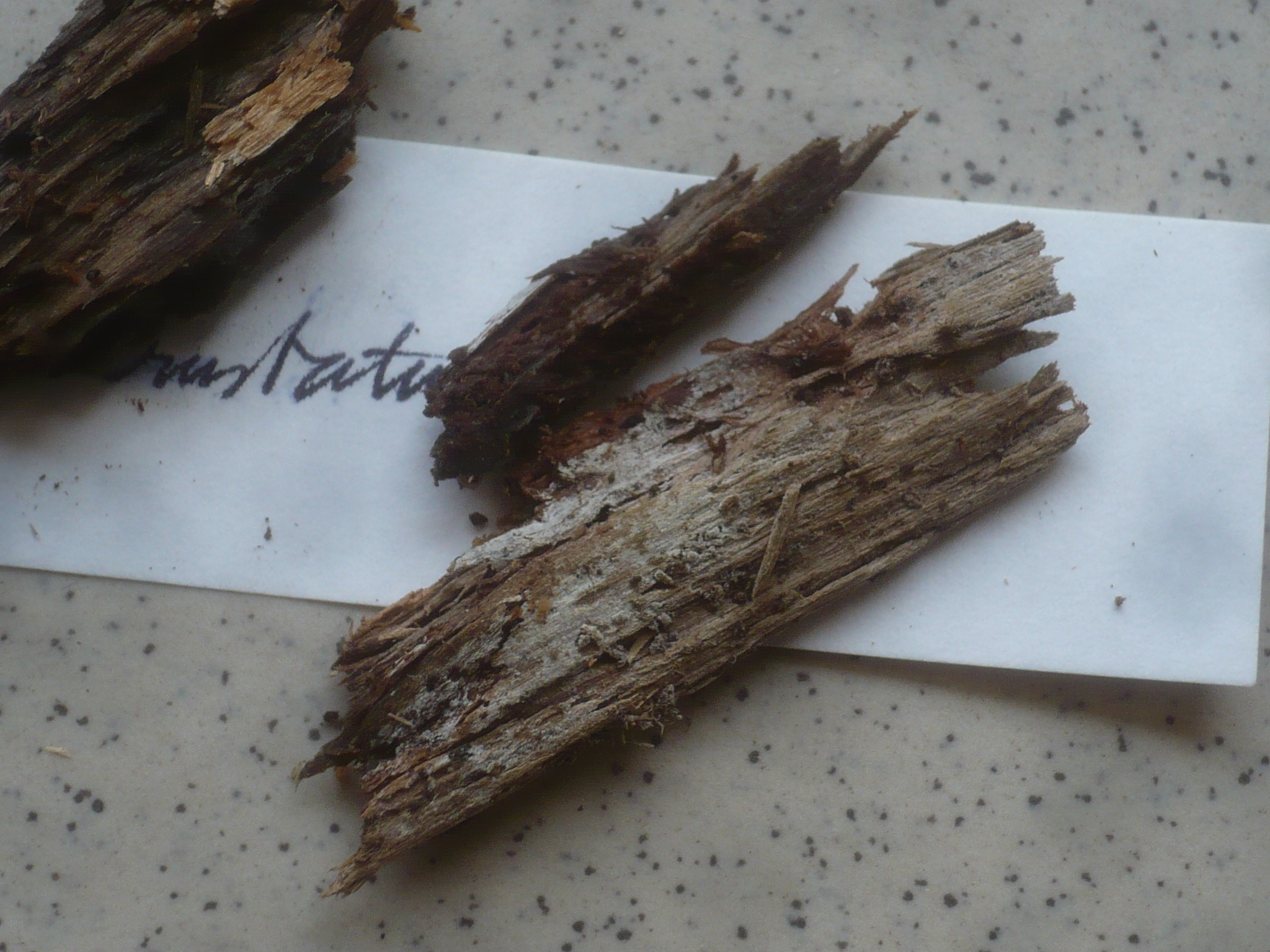